# Wataru Noguchi
Wataru Noguchi (野口 航 Noguchi Wataru?, Oita, 18 de enero de 1996) es un futbolista japonés que juega como centrocampista en el F. C. Imabari de la J2 League.

## Trayectoria

### Clubes
| Club                | País  | Año       |
| ------------------- | ----- | --------- |
| Giravanz Kitakyushu | Japón | 2018-2022 |
| F. C. Imabari       | Japón | 2022-     |